# 和気忠文
和気 忠文（わき ただふみ、1899年（明治32年）2月23日 - 1980年（昭和55年）1月23日）は、大日本帝国陸軍軍人。最終階級は陸軍少将。

## 経歴
1899年（明治32年）に香川県で生まれた。陸軍士官学校第31期卒業。1939年（昭和14年）1月16日に陸軍省整備局工政課長に就任し、8月1日に陸軍砲兵大佐に進級した。1941年（昭和16年）7月16日に陸軍技術本部米国駐在官となり、太平洋戦争開戦後は交換船で米国から帰国し、1942年（昭和17年）8月に陸軍兵器行政本部技術課長に就任した。
1943年（昭和18年）8月2日に陸軍少将に進級し、10月19日に仁川陸軍造兵廠長に着任。1945年（昭和20年）3月15日に兼朝鮮軍管区司令部附となり終戦を迎えた。
1947年（昭和22年）11月28日、公職追放仮指定を受けた。

## 逸話
仁川陸軍造兵廠長時代に、後に韓国陸軍参謀総長に就任する蔡秉徳少佐が部下の工場長として勤務していた。ある時、和気の言動に怒った蔡によって和気は殴られた。本来ならば軍法会議ものであるが、和気は相手が朝鮮出身であることや、自分の言動を恥じてこれを不問にしたという。